# Tieste
În mitologia greacă, Tieste (limba greacă: Θυέστης) este fiul lui Pelops și al Hippodamiei. Împreună cu mama și fratele său Atreu, a fugit la Micene pentru că îl ucise pe Chrysippus, fratele lui vitreg.
La moartea lui Euristeu în luptă cu heraclizii, Atreu a preluat tronul micenian. Tieste, gelos pe acesta, o seduse pe soția fratelui său, Aerope, și împreună furară berbecul cu lână de aur al lui Atreu, despre care zeii spuseseră că deținătorul lui va conduce la Micene. Dar poporul l-a alungat pe Tieste și Atreu a rămas rege. Tieste l-a luat, în plecarea lui din Micene, și pe Polysthenes, fiul minor al lui Atreu. Când acesta se făcu mare, fu trimis la Micene ca să-și ucidă tatăl. Dar Atreu scăpă cu viață și-și ucise fără voie propriul fiu. Întristat, Atreu porunci ca cei doi fii ai lui Tieste, Polysthenes (altul decât cel dintâi) și Tantalos, să fie uciși și pregățiți ca ospăț pentru Tieste. După ce mâncă, acesta se îngrozi când văzu capetele celor doi fii ai săi aduse de slugi. El răsturnă masa și plecă în grabă blestemându-l pe Atreu și pe toată familia sa. După un lung pelerinaj, ajunse la regele Thesprotos al Epirului, care îi oferi adăpost. Pe fiul minor al lui Tieste, Egist, Atreu îl crescu ca și când ar fi fost al său.
După mulți ani, fii lui Atreu, Agamemnon și Menelau, îl găsiră pe Tieste și îl aduseră la Micene, unde îl întemnițară. Acolo Atreu îl puse pe Egist să-l omoare pe tatăl său adevărat. Dar tânărul îl asasină pe Atreu când aducea ofrande zeilor și îl eliberă pe tatăl său, care începu să domnească în Micene.
Fii lui Atreu, Agamemnon și Menelau, s-au refugiat la regele Tyndareos din Sparta, care le oferi adăpost și pe fiicele sale. După câțiva ani, Agamemnon s-a întors la Micene, unde l-a ucis pe Tieste și l-a alungat pe Egist.
Odată intrat în literatură, mitul urmașilor lui Tantal și Pelops (Atreu și Tieste), devine una dintre cele mai populare teme mitologice pentru tragedia romană. Piese purtând acest titlu - Thyestes - au mai fost scrise sau atribuite lui Ennius, Varius, Cassius, Ligurinus sau Bassus, dar dintre toate aceste piese antice, versiunea lui Seneca e singura completă. Lumea romanizată a piesei filosofului stoic pare a se referi la perioada de domnie a lui Nero, Thyestes întrupând reflecțiile lui Seneca asupra experiențelor sale de-a lungul acestei perioade din istoria poporului roman, trăite de filosof în preajma dictatorului.